# Мерсисайдское дерби
Мерсиса́йдское де́рби (англ. Merseyside derby или англ. City of Liverpool Derby) — футбольный матч между двумя английскими клубами из города Ливерпуль — «Эвертоном» и «Ливерпулем». Это самое длительное дерби в Англии, которое без перерывов продолжается с 1962 года, когда «Ливерпуль» вернулся в Первый дивизион Футбольной лиги.
Ливерпуль — статистически один из наиболее успешных футбольных городов в Англии. Суммарно два ливерпульских клуба завоевали 28 чемпионских титулов, что больше чем у клубов Лондона. Чаще ливерпульских клубов чемпионство завоёвывали лишь клубы из Манчестера (30 раз). Никогда не было сезона в котором в высшем дивизионе английского футбола не играла хотя бы одна из двух ливерпульских команд. Оба клуба имеют богатую историю, так «Эвертон» является одним из двенадцати членов-учредителей Футбольной лиги. «Синие» только дважды выбывали из высшего дивизиона, в общей сложности проведя в нём более 100 сезонов, что больше, чем у любого другого английского клуба. «Эвертон» выиграл 9 чемпионатов Англии, 5 национальных кубков и один Кубок кубков. В свою очередь их соседи-соперники из «Ливерпуля» 6 раз выигрывали Кубок чемпионов/Лигу чемпионов, больше чем любой другой английский клуб, 19 раз становились чемпионами Англии, лишь в 2011 году уступив пальму первенства по количеству национальных титулов «Манчестер Юнайтед», одержали семь побед в Кубке Англии и рекордные 8 побед в Кубке Футбольной лиги, трижды побеждали в Кубке УЕФА. Кроме того, начиная с 1892 года «Эвертон» 45 раз побеждал в розыгрыше ливерпульского Senior Cup, а «Ливерпуль» — 39 раз.
Впервые в национальной прессе матч между «Эвертоном» и «Ливерпулем» назвали «Мерсисайдским дерби» в 1955 году, за 19 лет до образования графства Мерсисайд. Ранее соперничество ливерпульских клубов было известно как просто «дерби». Иногда Мерсисайдским дерби также именуют матчи ливерпульских команд против клуба «Транмир Роверс», расположенного в городе Биркенхед близ Ливерпуля, впрочем этот клуб никогда не играл в одном дивизионе с «Эвертоном» и «Ливерпулем», и потому встречался с клубами из Ливерпуля не часто.
Традиционно мерсисайдское дерби называют дру́жеским (англ. Friendly derby), так как во многих семьях Ливерпуля можно встретить болельщиков как «синей», так и «красной» команды. Благодаря тому, что многие болельщики имеют родственников и друзей, поддерживающих оба клуба, соперничество ливерпульских команд одно из немногих дерби, в котором не практикуется раздельное размещение болельщиков на стадионе. Так, во время финала Кубка Лиги 1984 года поклонники обеих команд сидели на «Уэмбли» рядом и вместе распевали «Мерсисайд, Мерсисайд» и «Ты смотришь Манчестер?». С середины 1980-х годов, однако, соперничество усилилось и на поле и вне его. С момента создания Премьер-лиги в Мерсисайдских дерби традиционно судьи вынуждены удалять игроков чаще чем в других играх, благодаря чему ливерпульское дерби заслужило репутацию самого недисциплинированного и взрывного в Премьер-лиге. В начале XXI века значимость дерби для болельщиков «Ливерпуля» упала. Для многих болельщиков «красных» важнее соперничество с «Манчестер Юнайтед». Тем не менее, Мерсисайдское дерби остаётся одним из самых великих и значимых в английском футболе.

## История
Мерсисайдское дерби не зря называют «дружественным». Оба клуба тесно связаны с друг другом. Их стадионы расположены в северной части города, менее чем в миле друг от друга. Сегодня нет никаких очевидных географических, политических, социальных или религиозных причин разделения горожан на болельщиков одного или другого клуба. По мнению некоторых исследователей первоначально на выбор поддерживать «Ливерпуль» или «Эвертон» оказывало серьёзное влияние политическая принадлежность болельщика. В начале 1890-х годов усилившиеся либералы смогли бросить серьёзный вызов консерваторам, доминировавшим в Ливерпуле с конца 1850-х годов. В эти же годы футбол окончательно утвердил себя как самый популярный среди зрителей вид спорта, чем привлёк к себе внимание политиков, увидевших участие в жизни футбольных клубов как возможность оказывать воздействие на избирателей.
«Эвертон» был основан раньше своего соседа-соперника, в 1878 году. С 1884 года команда стала проводить домашние матчи на стадионе «Энфилд», который принадлежал президенту клуба Джону Хоулдингу. Со временем в руководстве «Эвертона» стали нарастать противоречия. Несколько членов правления клуба являлись членами Либеральной партии и были связаны с Национальной федерацией трезвости и нонконформистами, в то время как Хоулдинг был членом Консервативной партии, оранжистом и владельцем пивоварни, так что его политические и религиозные взгляды, а также бизнес-интересы были диаметрально противоположны устремлениям либералов. Политика и споры из-за управления клубом и денег привели к углублению противоречий между членами правления «Эвертона». После того как Хоулдинг, всё чаще вмешивавшийся в дела клуба, вынудил игроков использовать до и после матчей принадлежащий ему отель «Сэндон», а также серьёзно повысил плату за аренду стадиона, его обвинили в том, что он хочет нажиться за счёт «Эвертона». Весной 1892 года большинство членов клуба решили покинуть «Энфилд» и искать себе новое поле. Новым главой клуба стал либерал и нонконформист Джордж Махон, родившийся в семье выходцев из Ирландии. Оставшись без команды, Хоулдинг основал новый клуб, назвав его «Ливерпуль».
Сменив руководителя и обзаведясь новым стадионом «Эвертон» получил поддержку от ряда видных деятелей Либеральной партии и движения за трезвость. Так, новыми финансовыми гарантами взамен Хоулдинга согласились стать известные промышленники Уильям Хартли, депутат городского совета от либералов и вице-президент Британской лиги трезвости, и Роберт Хадсон, унитарист и председатель Либеральной ассоциации Киркдейла. На стороне нового руководства «Эвертона» выступила и местная либеральная пресса, в частности, газеты Liverpool Daily Post и Liverpool Echo. В свою очередь, Хоулдинга поддержали консервативно настроенные Liverpool Courier и Liverpool Evening Express. Подогрела конфликт и предвыборная кампания 1892 года, по итогам которой в Ливерпуле было прервано более чем тридцатилетнее господство тори на муниципальном уровне.
В 1950-х—1960-х годах за «Эвертоном» в глазах многих закрепилась репутация католического клуба, во многом благодаря тому, что главным тренером в те годы был ирландец Джонни Кэри, а в основе играли ряд ирландских футболистов (Томми Эглингтон, Питер Фаррелл и Джимми О’Нил). Это в свою очередь привело к тому, что «Ливерпуль» стали рассматривать как протестантский клуб, до тех пор пока в его составе в 1979 году не появился ирландский католик Ронни Уилан. Тем не менее, в отличие от противостояния шотландских «Селтика» и «Рейнджерс» в Ливерпуле вопрос принадлежности к той или иной религии не играл такой важной роли. Обе команды традиционно имеют сильную поддержку со стороны всех конфессий, а также много болельщиков в пресвитерианском Северном Уэльсе, в основном протестантской Северной Ирландии и католической Республики Ирландия.
В отличие от других местных дерби, таких, как Бристольское, Бирмингемское или Стокское, в Ливерпуле насилие между болельщиками противостоящих команд является редкостью. В то же время после Эйзельской трагедии, отношения между фанатами стали более напряжёнными, так как болельщики «синих» считали хулиганов из числа поклонников «красных» виновниками отлучения английских клубов от европейских кубков. Тем не менее, отношения улучшились после трагедии на «Хиллсборо», когда фанаты обеих команд сплотились вместе, считая неправильным винить в произошедшем болельщиков, что впоследствии было подтверждено властями.

### 1890-е годы
«Эвертон» вступил в Футбольную лигу одновременно с её основанием в 1888 году, став одним из 12 её учредителей. «Ливерпуль» был основан позднее, в 1892 году, и первоначально играл в Ланкаширской лиге. В Футбольную лигу «красные» вступили в 1893 году и уже в 1894 году добились права играть в Первом дивизионе, где встретились с «Эвертоном». Первое Мерсисайдское дерби состоялось 13 октября 1894 года. На «Гудисон Парке» в присутствии 44 000 зрителей «Эвертон» одержал свою первую над «Ливерпулем» победу со счётом 3:0. Дебют в Первом дивизионе для «красных» выдался неудачным. По его итогам они были вынуждены вернуться во Второй дивизион, впрочем ненадолго. Уже в 1896 году две ливерпульские команды вновь встретились в чемпионате Англии и, как и двумя годами ранее, победу торжествовали «синие». Первую победу в Мерсисайдском дерби «Ливерпуль» смог одержать 25 сентября 1897 года, обыграв «Эвертон» на глазах 30 000 болельщиков на «Энфилде» со счётом 3:1. 16 октября того же 1897 года на «Гудисон Парке» была зафиксирована победа «синих» в присутствии 40 000 зрителей со счётом 3:0.
В эти годы для «Эвертона» самым успешным оказался сезон 1894/1895 годов. В то время как их земляки, заняв последнее место, вылетели из Первого дивизиона, «синие» стали вторыми, пропустив вперёд лишь «Сандерленд». Для «Ливерпуля» самым удачным стал сезон 1898/1899 годов, который «красные» завершили вторыми, всего на два очка отстав от «Астон Виллы».
Всего в 1890-х годах обе команды провели друг с другом 10 игр, все в рамках турнира Первого дивизиона. Перевес оказался на стороне «синих», которые победили в 5 матчах с разницей мячей 13:3. «Красные» выиграли 3 матча, забив 7 мячей и пропустив 2. Ещё две игры завершились в ничью с общим счётом 2:2, в том числе в одной игре был зафиксирован счёт 0:0. Средняя посещаемость матчей составила 35,4 тыс. зрителей на игру. В среднем за один матч забивали 2,9 гола.

### 1900-е годы
В 1900-х годах Мерсисайдское дерби проводилось каждый год. В сезоне 1904/1905 годов, который «Ливерпуль» провёл во Втором дивизионе, команды всё же дважды встретились с друг другом, в кубке Англии. Первое десятилетие XX века началось для «Ливерпуля» с первых в его истории золотых медалей. Впрочем уже в следующем году «Эвертон» стал вторым, опередив «красных», опустившихся на 11-е место. Сезон 1903/1904 годов стал для «Ливерпуля» и вовсе провальным. Заняв предпоследнее место, «красные» покинули первый дивизион. «Синие» в это время упорно поднимались наверх. Всего лишь 12-е место в 1903 году, 3-е в 1904, 2-е в 1905. Впрочем добраться до чемпионства «Эвертону» так и не удалось, в отличие от «Ливерпуля», чьё возвращение в Первый дивизион стало поистине триумфальным. В первый же после возвращения сезон команда смогла во второй раз в истории стать чемпионом. Зато в 1906 году «синие» смогли одержать первую в истории ливерпульского футбола победу в Кубке Англии, одолев по пути к финалу «красных». В следующем 1907 году «Эвертон» мог повторить свой успех, но уступил в финале «Шеффилд Уэнсдей».
Всего в первом десятилетии XX века команды играли с друг другом 23 раза, в том числе 5 раз в розыгрыше Кубка Англии. 11 матчей с общим счётом 31:6 выиграл «Эвертон». 9 игр завершились вничью (9:9), в том числе состоялись три нулевые ничьи. «Ливерпуль» смог выиграть всего трижды, забив 9 мячей и пропустив 4. Все свои победы «красные» одержали на поле «Гудисон Парка». Средняя посещаемость матчей составила 33,65 тыс. зрителей на игру. В среднем за один матч забивали 2,91 гола.

### 1910-е годы
Первая половина 1910-х годов принесла новые успехи «Эвертону». Сезон 1911/1912 годов «синие» завершили вторыми. А в 1915 году они догнали «Ливерпуль», завоевав своё второе в истории чемпионство. В том же сезоне, 3 октября 1914 года, «Эвертон» одержал свою самую крупную победу за всю историю дерби, разгромив на «Энфилде» на глазах 40 тыс. болельщиков соперника со счётом 5:0. Затем в английском футболе наступил вынужденный перерыв, завершившийся только после окончания Первой мировой войны. Единственным в эти годы успехом «красных» стал выход в финал Кубка Англии в 1914 году, где они проиграли «Бернли».
Всего во втором десятилетии XX века команды играли с друг другом 13 раз, в том числе один раз в розыгрыше Кубка Англии. 7 матчей с общим счётом 18:4 выиграл «Эвертон». 1 игра завершились нулевой ничьей. «Ливерпуль» смог выиграть 5 матчей, забив 11 мячей и пропустив 4. Все свои победы «красные» одержали на поле «Гудисон Парка». Средняя посещаемость матчей составила 40,67 тыс. зрителей на игру. В среднем за один матч забивали 2,85 гола.

### 1920-е годы
Для «Ливерпуля» 1920-е годы начались удачно. Команда дважды подряд, в 1922 и 1923 годах, становилась чемпионом. «Эвертон» тем временем не блистал успехами, дважды, в 1922 и 1927 годах, чуть не вылетев из Первого дивизиона. Тем удивительнее был успех «синих» в сезоне 1927/1928 годов, когда они со своего прошлогоднего 20-го места прыгнули сразу на первое, став чемпионами в третий раз. Впрочем, уже в следующем году команда опустилась на 18-е место, а ещё через год и вовсе вылетела во Второй дивизион.
Всего в третьем десятилетии XX века команды играли с друг другом 20 раз. «Ливерпуль» выиграл 8 матчей, забив 20 мячей и пропустив 4. 6 игр завершились вничью (12:12). 6 матчей с общим счётом 10:2 выиграл «Эвертон». Средняя посещаемость дерби составила 51,7 тыс. зрителей на игру. В среднем за один матч забивали 3,0 гола.

### 1930-е годы
В 1931 году «Эвертон», выиграв турнир Второго дивизиона, вернулся в элиту английского футбола, а ещё через год в четвёртый раз стал чемпионом Англии. В следующем году «синие» заняли лишь 11-е место, зато сумели во второй раз выиграть Кубок Англии. В том же сезоне состоялся самый результативный за всю историю дерби матч: 11 февраля 1933 года «красные» на «Энфилде» в присутствии более чем 40 тыс. зрителей выиграли 7:4. 7 сентября 1935 года «Ливерпуль» одержал самую крупную свою победу в дерби, разгромив соперника 6:0 на «Энфилде» на глазах 46 тыс. болельщиков. В 1939 году «Эвертон» в пятый раз стал чемпионом Англии. «Ливерпуль» в 1930-х годах выступал не очень удачно, в основном финишируя в середине итоговой таблицы или в её конце. Наибольшего успеха «красные» добились в 1935 году, заняв седьмое место.
Всего в четвёртом десятилетии XX века команды играли с друг другом 17 раз, в том числе один раз в Кубке Англии. «Ливерпуль» выиграл 8 матчей, забив 29 мячей и пропустив 11. 2 игры завершились вничью (0:0). 7 матчей с общим счётом 15:4 выиграл «Эвертон». Средняя посещаемость дерби составила 47,8 тыс. зрителей на игру. В среднем за один матч забивали 2,88 гола.

### 1940-е годы
49-й сезон Футбольной лиги Англии состоялся после семилетнего перерыва. Первый после окончания Второй мировой войны полноценный сезон завершился триумфом «Ливерпуля», в пятый раз в своей истории ставший чемпионом Англии. В дальнейшем обе ливерпульские команды не добивались успехов в чемпионате. 18 сентября 1948 года на «Гудисон Парк» собралась рекордная для матчей дерби на этом стадионе аудитория — 78 299 зрителей. В марте 1950 года «красные» в полуфинале Кубка Англии смогли выиграть у «синих» и вышли в финал, где уступили «Арсеналу».
Всего в пятом десятилетии XX века команды играли с друг другом 9 раз, в том числе один раз в Кубке Англии. 3 матча с общим счётом 8:0 выиграл «Эвертон». 4 игры завершились вничью (1:1), в том числе три закончились со счётом 0:0. «Ливерпуль» выиграл 2 матча, забив 5 мячей и пропустив 1. Средняя посещаемость дерби составила 60,4 тыс. зрителей на игру. В среднем за один матч забивали 1,78 гола.

### 1950-е годы
Шестое десятилетие XX века началось для «Эвертона» крайне неудачно. Команда в 1951 году заняла последнее место и выбыла во Второй дивизион. Через три года ливерпульские команды совершили рокировку. В то время как «Ливерпуль», заняв последнее место, покинул Первый дивизион, «Эвертон» в него вернулся. Оставшиеся годы «синие» провели в роли обычного середняка высшего эшелона английского футбола, а «красные» безуспешно боролись за возвращение.
За всё шестое десятилетие XX века команды провели с друг другом всего три матча, в том числе один в Кубке Англии. 2 матча с общим счётом 7:1 выиграл «Ливерпуль». «Эвертон» выиграл 1 игру, забив 2 мяча и не пропустив ни одного. Средняя посещаемость дерби составила 63,95 тыс. зрителей на игру. В среднем за один матч забивали 3,33 гола.

### 1960-е годы
Вернуться в Первый дивизион «Ливерпуль» смог только в 1962 году. Мерсисайдское дерби возобновилось в сезоне 1962/1963 годов, который оказался более удачным для «Эвертона», сумевшего в итоге стать чемпионом в шестой раз. Встречи же ливерпульских команд друг с другом завершились вничью — 2:2 и 0:0. Зато в следующем году чемпионами стали уже «красные», вернув себе титул после 17-летнего перерыва. В 1965 году «Ливерпуль» выиграл Кубок Англии, а в 1966 году вновь стал чемпионом. «Эвертон» по итогам того же сезона занял лишь 11-е место. 13 августа 1966 года два клуба встретились на «Гудисон Парке» в матче за Суперкубок Англии. На глазах 63 тыс. зрителей «синие» уступили «красным» со счётом 0:1. Вторую половину 1960-х годов мерсисайдские команды провели довольно успешно, постоянно занимая места в первой шестёрке, а сезон 1969/1970-х годов «Эвертон» завершил на первом месте, став чемпионом в 7-й раз.
За всё седьмое десятилетие XX века команды провели с друг другом 18 матчей, в том числе один в Кубке Англии и один за Суперкубок. «Эвертон» выиграл 7 игр, забив 16 мячей и пропустив 3. 6 встреч завершились вничью (3:3), в том числе 4 раза со счётом 0:0. 5 матчей с общим счётом 12:1 выиграл «Ливерпуль». Средняя посещаемость дерби составила 59,8 тыс. зрителей на игру. В среднем за один матч забивали 2,11 гола.

### 1970-е годы
В эти годы «Ливерпуль» стал лидером английского футбола, 5 раз выиграв чемпионат, один раз национальный кубок и трижды Суперкубок Англии. Больших успехов добились «красные» и на европейской арене, дважды победив в Кубке европейских чемпионов, а также завоевав по разу Кубок УЕФА и европейский Суперкубок. Зато для «Эвертона» это десятилетие стало самым провальным в истории клуба. После чемпионства в 1970-м году команда 14 лет не могла выиграть в значимых турнирах. За эти десять лет лучшим достижением клуба стало 3-е место по итогам сезона 1977/1978 годов. Неудачным для «синих» было и противостояние «красным». Из 23 матчей «Эвертон» смог выиграть всего два. Особенно в противостоянии двух команд из Ливерпуля можно выделить их столкновение друг с другом в апреле 1977 года в финале Кубка Англии. Первый матч на «Уэмбли» завершился нулевой ничьей, а в переигровке «красные» смогли разгромить «синих» со счётом 3:0.
За всё восьмое десятилетие XX века команды провели с друг другом 23 матча, в том числе три в Кубке Англии. «Ливерпуль» выиграл 11 игр, забив 23 мяча и пропустив 5. 10 встреч завершились вничью (5:5), в том числе 7 раз со счётом 0:0. 2 матча с общим счётом 2:0 выиграл «Эвертон». Средняя посещаемость дерби составила 55,2 тыс. зрителей на игру. В среднем за один матч забивали 1,74 гола.

### 1980-е годы
В эти годы доминирование «Ливерпуля» стало ещё более явным. Клуб шесть раз становился чемпионом, 2 раза выиграл Кубок Англии и 4 раза Кубок Лиги. Кроме того, «красные» дважды брали Кубок чемпионов и, возможно, добились бы на европейской арене большего не случись в мае 1985 года Эйзельская трагедия, после которой английские клубы были лишены права участвовать в розыгрыше еврокубков. Для «Эвертона» середина 1980-х годов оказалась гораздо более удачной чем предыдущие периоды. Клуб дважды становился чемпионом, в 1984 году выиграл одновременно Кубок Англии и Кубок Лиги, а в следующем году завоевал Кубок УЕФА, первый в своей истории европейский трофей и последний. Успехи «синих» во многом были связаны с назначением в начале сезона 1981/1982 годов главным тренером Говарда Кендалла.
1980-е годы оказались очень насыщенными на встречи ливерпульских клубов друг с другом. «Ливерпули» и «Эвертон» встречались с друг другом 32 раза. Из всех состоявшихся в эти годы мерсисайдских дерби можно выделить несколько матчей. 6 ноября 1982 года «Ливерпуль» добился своей самой крупной в дерби победы на «Гудисон Парке», выиграв со счётом 5:0. В марте 1984 года «Ливерпуль» и «Эвертон» встретились в финале Кубка Лиги. Первая игра завершилась нулевой ничьей, а в переигровке «красные» смогли взять вверх над «синими» со счётом 1:0. В августе того же года команды вновь встретились на «Уэмбли», теперь уже в игре на Суперкубок. Матч закончился со счётом 1:0 в пользу «Эвертона». Эта игра стала рекордной по аудитории за всю историю дерби, собрав на старом «Уэмбли» 100 000 человек. Всего в 1984 году состоялось сразу 5 Мерсисайдских дерби. Но самым захватывающим для болельщиков обеих команд в 1980-х годах стал сезон 1985/1986 годов, когда обе команды боролись за звание чемпиона и победу в Кубке Англии. «Ливерпуль» смог победить на «Гудисон Парке» в сентябре 1985 года, но уступил на «Энфилде» в феврале 1986. В результате «красные» смогли опередить «синих» на два очка и в 16-й раз завоевать чемпионский титул. «Эвертон» мог взять реванш 10 мая 1986 года в финале Кубка Англии на «Уэмбли», благо Гари Линекеру открыл счёт на 27-й минуте. Но голы Иана Раша и Крейга Джонстона сделали «Ливерпуль» пятым английским клубом, завершившим сезон «золотым дублем». 16 августа 1986 года команды встретились в очередной раз. На «Уэмбли» они разыграли между собой Суперкубок. Игра завершилась вничью, в результате победа была присуждена сразу обоим клубам. Всего в 1986 году состоялось 6 Мерсисайдских дерби, учитывая два матча в сентябре в розыгрыше Суперкубка Screen Sport.
В 1987 году «Эвертон» смог опередить «Ливерпуль» в итоговой таблице сразу на 9 очков. Это чемпионство стало последним для «синих». 20 мая 1989 года мерсисайдские клубы вновь сошлись на «Уэмбли» в финале Кубка Англии. Упорная борьба завершилась победой «Ливерпуля» в добавочное время. Завершились 1980-е очередной победой «красных» в чемпионате, ставшей 18-й по счёту и последней.
За всё девятое десятилетие XX века команды провели с друг другом 32 матча, в том числе по 4 в Кубке Англии и Кубке Лиги, по два в Суперкубке Screen Sport и за Суперкубок Англии. «Ливерпуль» выиграл 17 игр, забив 44 мяча и пропустив 12. 8 встреч завершились вничью (5:5), в том числе 4 раза со счётом 0:0. 7 матчей с общим счётом 9:1 выиграл «Эвертон». Средняя посещаемость дерби составила 53,3 тыс. зрителей на игру. В среднем за один матч забивали 2,38 гола.

### 1990-е годы
Закончились восьмидесятые, закончились и годы доминирования «Ливерпуля» в английском футболе. За все 1990-е «красные» смогли выиграть всего два трофея, Кубок Англии в 1992 и Кубок Лиги в 1995. В Премьер-лиге наилучшим для «Ливерпуля» стал сезон 1995/1996 годов, который клуб закончил на 3-м месте. Для «Эвертона» эти годы тоже были не из лучших. Единственными успехами стали выигранные в 1995 году Кубок Англии и национальный Суперкубок. В Премьер-лиге для «синих» лучшим стал сезон 1995/1996 годов, когда клуб занял шестое место. А вот в 1998 году только благодаря лучшей разнице забитых и пропущенных мячей «Эвертону» избежал вылета в Первый дивизион. Обострило противостояние клубов-земляков переход сразу двух игроков «Ливерпуля» в «Эвертон», Питера Бердсли в 1991 и Гари Аблетта в 1992.
К заметным дерби можно отнести несколько матчей. В феврале 1991 года «красным» и «синим» пришлось провести три матча, чтобы определить кто из них выйдет в 6-й раунд Кубка Англии. Первая игра на «Энфилде» завершилась нулевой ничьей. Через три дня переигровка на «Гудисон Парке» также окончилась вничью, правда с редким счётом 4:4. Через два дня после этой игры в отставку ушёл легендарный футболист и играющий тренер «Ливерпуля» Кенни Далглиш, с которым связаны успехи клуба второй половины 1980-х. Победитель определился только 27 февраля, когда «Эвертон» смог выиграть на «Гудисон Парке». 7 декабря 1992 года Питер Бердсли стал всего лишь вторым человеком в истории, который забивал в Мерсисайдском дерби обоим клубам.
В последнее десятилетие XX века команды провели с друг другом 21 матч, в том числе 3 в Кубке Англии. «Ливерпуль» выиграл 6 игр, забив 15 мячей и пропустив 7. 9 встреч завершились вничью (9:9), в том числе трижды со счётом 0:0. 6 матчей с общим счётом 11:2 выиграл «Эвертон». Средняя посещаемость дерби составила 40,2 тыс. зрителей на игру. В среднем за один матч забивали 2,52 гола.

### 2000-е годы
В первом десятилетии XXI «Ливерпуль» выступал сильнее чем в предыдущем, хотя и не смог ни разу стать чемпионом. В то же время «красные» успешно выступали в кубках и на европейской арене, сумев по два раза взять Кубок Англии и Кубок Лиги, а также завоевав Кубок УЕФА в 2001 и выиграв Лигу чемпионов в 2005, что стало самым большим успехом команды с момента последнего чемпионского титула. В Премьер-лиге «Ливерпуль» дважды был вторым. «Эвертон» вновь выступал хуже своих земляков. Наивысшим достижением «синих» в 2000-х годах стал выход в финал Кубка Англии 2009 года, где они проиграли «Челси». В Премьер-лиге наибольшего успеха команда добилась в 2005 году, став четвёртой и впервые с 1987 года опередив «Ливерпуль» в итоговой таблице. При этом годом ранее «Эвертон» завершил сезон лишь на 17-м месте.
В апреле 2001 года болельщики увидели одно из самых захватывающих дерби эпохи Премьер-лиги. На «Гудисон Парке» «Ливерпуль» одержал захватывающую победу со счётом 3:2, благодаря которой «красные», заняв второе место в итоговой таблице, получили право играть в Лиге Чемпионов. Через два года, в апреле 2003 «Эвертон» проиграл на «Гудисон Парке» и опустился с 5-го места на седьмое, лишившись в итоге права играть в еврокубках. В сезоне 2008/2009 годов «Ливерпуль» и «Эвертон» встречались четыре раза. Осенью 2008 года «красные» выиграли на «Гудисон Парке». В январе обе команды на «Энфилде» дважды разошлись вничью, вначале в матче Премьер-лиги, а затем в игре на Кубок Англии. В февральской переигровке «Эвертон» сумел победить и продолжил свой путь к финалу.
В первое десятилетие XXI века команды провели с друг другом 22 матча, в том числе 2 в Кубке Англии. «Ливерпуль» выиграл 13 игр, забив 30 мячей и пропустив 9. 6 встреч завершились вничью (3:3), в том числе трижды со счётом 0:0. 3 матча с общим счётом 5:0 выиграл «Эвертон», все три на «Гудисон Парке». Средняя посещаемость дерби составила 42,0 тыс. зрителей на игру. В среднем за один матч забивали 2,72 гола.

### 2010-е годы
Начало 2010-х годов оказалась для ливерпульских клубов не очень удачным. В первые три года обеим командам ни разу не удалось войти в первую пятёрку. В сезоне 2010/11 «Эвертон» обыграл «Ливерпуль» на своём поле со счётом 2:0, матч на «Энфилде» же завершился со счётом 2:2. В сезоне 2011/12 «Ливерпуль» и «Эвертон» встречались трижды, дважды в чемпионате и один раз в Кубке Англии, причём во всех трёх встречах победили «красные». В первой игре на «Гудисон Парке» 1 октября 2011 года «Ливерпуль» со счётом 2:0 победил «Эвертон» ослабленный в самом начале удалением Джека Родуэлла, чью красную карточку впоследствии отменила Футбольная ассоциация. Второе дерби на «Энфилде» 13 марта 2012 года «красные» выиграли благодаря хет-трику Стивена Джеррарда, который стал первым игроком забившим в дерби три мяча с момента хет-трика Иана Раша в 1982 году. Третье в том сезоне дерби состоялось 14 апреля на «Уэмбли». В полуфинале Кубка Англии «Эвертон» открыл счёт в первом тайме, но Луис Суарес сравнял счёт в середине второго тайма, а на 87-й минуте Энди Кэрролл забил победный гол, выведя «Ливерпуль» в финал Кубка, где тот уступил «Челси». Однако, несмотря на тройной успех «красных» в дерби, «синие» в итоговой таблице опередили своего традиционного соперника. В сезоне 2012/13 обе игры в чемпионате завершились с ничейными результатами — 2:2 на «Гудисоне» и 0:0 на «Энфилде». В сезоне 2013/2014 команды встречались дважды. Первое в этом сезоне дерби состоялось 23 ноября 2013 года на «Гудисон Парк» и завершилось ничьей 3:3. 28 января 2014 года на «Энфилде» хозяева победили с разгромным счётом 4:0. В том сезоне «Ливерпуль» финишировал вторым, а «Эвертон» занял пятое место. В сезоне 2014/15 обе игры завершились с ничейными результатами — 1:1 на «Энфилде» и 0:0 на «Гудисон Парк». В следующем сезоне «Эвертон» и «Ливерпуль» сыграли вничью на «Гудисоне» 1:1 в первом круге, в ответной же игре «Ливерпуль» разгромил своего соперника со счётом 4:0. В сезоне 2016/17 «красным» удалось сделать «дубль»: на «Гудисоне» они победили со счётом 1:0, а на «Энфилде» со счётом 3:1. В сезоне 2017/18 команды встречались трижды: обе игры чемпионата Англии закончились с ничейными результатами (1:1 и 0:0), а вот в Кубке Англии «Ливерпуль» победил со счётом 2:1. В сезоне 2018/19 за два матча чемпионата был забит единственный гол: его автором стал Дивок Ориги, забивший гол в самой концовке матча на «Энфилде» после ошибки Джордана Пикфорда. В сезоне 2019/20 ливерпульские клубы вновь помимо чемпионата встретились и в Кубке Англии. В чемпионате «Ливерпуль» разгромил своего соперника на своём поле со счётом 5:2, тогда как встреча на «Гудисоне» в седьмой раз за последние восемь сезонов завершилась с ничейным счётом (0:0). В Кубке Англии «красные» оказались сильнее со счётом 1:0.
Во второе десятилетие XXI века команды провели с друг другом 23 матча, в том числе 3 в Кубке Англии. «Ливерпуль» выиграл 11 игр, забив 28 мячей и пропустив 5. 11 встреч завершились вничью (10:10), в том числе 5 раз со счётом 0:0. Единственная победа «Эвертона» была зафиксирована 17 октября 2010 года со счётом 2:0. В среднем за один матч забивали 2,17 гола.

### 2020-е годы
В сезоне 2020/21 встреча первого круга на «Гудисон Парк» закончилась вничью 2:2. Таким образом, безвыигрышная серия «Эвертона» в дерби достигла рекордных 23 матчей. Прервать эту серию «ирискам» удалось 20 февраля 2021 года, когда они впервые в XXI веке сумели выиграть на «Энфилде» благодаря голам Ришарлисона и Гильфи Сигурдссона (2:0).
Сезон 2021/22 ознаменовался победным «дублем» «Ливерпуля»: в первом круге на «Гудисон Парк» «красные» выиграли со счётом 4:1, а во втором на «Энфилде» со счётом 2:0. В сезоне 2022/23 матч на «Гудисон Парк» завершился безголевой ничьей, а на «Энфилде» победу со счётом 2:0 праздновал «Ливерпуль».
В сезоне 2023/24 команды обменялись домашними победами со счётом 2:0: в матче первого круга на «Энфилде» дублем в конце встречи отметился Мохаммед Салах, а во втором круге «Эвертон» взял реванш в последнем для «Ливерпуля» дерби под руководством Юргена Клоппа благодаря голам Джарреда Брантуэйта и Доминика Калверта-Льюина. Эта победа «Эвертона» стала первой домашней для клуба за 14 лет.
В сезоне 2024/25 первое дерби должно было состояться 7 декабря 2024 года, но из-за погодных условий было перенесено и в итоге состоялось 12 февраля 2025 года. Этот матч стал последним мерсисайдским дерби на «Гудисон Парк», поскольку со следующего сезона «Эвертон» переедет на новый стадион. Игра завершилась ничейным результатом 2:2, хозяева поля ушли от поражения благодаря голу Джеймса Тарковски на восьмой добавленной минуте второго тайма. В ответном матче 2 апреля 2025 года «Ливерпуль» на своём поле обыграл «Эвертон» со счётом 1:0. Эта победа стала для «красных» 100-й в мерсисайдских дерби.

## Суммарная таблица

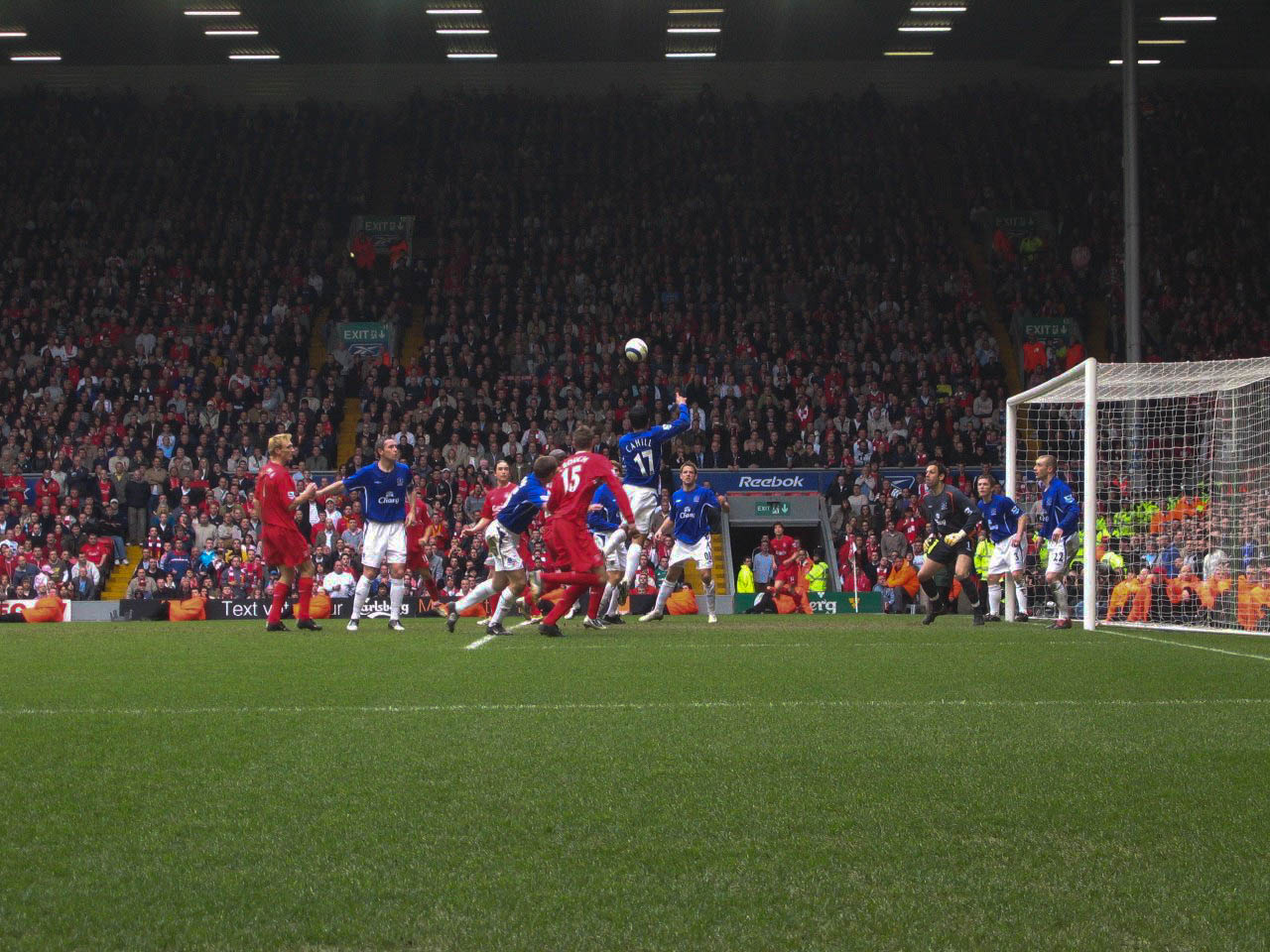
Мерсисайдское дерби на Энфилде

| Турнир                 | Игры | Победы «Ливерпуля» | Ничьи | Победы «Эвертона» | Голы «Ливерпуля» | Голы «Эвертона» |
| ---------------------- | ---- | ------------------ | ----- | ----------------- | ---------------- | --------------- |
| Первый дивизион        | 146  | 54                 | 44    | 48                | 203              | 181             |
| Премьер-лига           | 66   | 29                 | 26    | 11                | 92               | 57              |
| Кубок Англии           | 25   | 12                 | 6     | 7                 | 40               | 28              |
| Кубок лиги             | 4    | 2                  | 1     | 1                 | 2                | 1               |
| Суперкубок Англии      | 3    | 1                  | 1     | 1                 | 2                | 2               |
| Суперкубок ScreenSport | 2    | 2                  | 0     | 0                 | 7                | 2               |
| Всего                  | 246  | 100                | 78    | 68                | 346              | 271             |

## Матчи
| Все официальные матчи между «Эвертоном» и «Ливерпулем» | Все официальные матчи между «Эвертоном» и «Ливерпулем» | Все официальные матчи между «Эвертоном» и «Ливерпулем» | Все официальные матчи между «Эвертоном» и «Ливерпулем» | Все официальные матчи между «Эвертоном» и «Ливерпулем» | Все официальные матчи между «Эвертоном» и «Ливерпулем» |
| №                                                      | Дата                                                   | Соревнование                                           | Стадион                                                | Счёт                                                   | Посещаемость                                           |
| ------------------------------------------------------ | ------------------------------------------------------ | ------------------------------------------------------ | ------------------------------------------------------ | ------------------------------------------------------ | ------------------------------------------------------ |
| 246                                                    | 2 апреля 2025                                          | Премьер-лига                                           | Энфилд                                                 | 1:0                                                    | 60 331                                                 |
| 245                                                    | 12 февраля 2025                                        | Премьер-лига                                           | Гудисон Парк                                           | 2:2                                                    | 39 280                                                 |
| 244                                                    | 24 апреля 2024                                         | Премьер-лига                                           | Гудисон Парк                                           | 2:0                                                    | 38 222                                                 |
| 243                                                    | 21 октября 2023                                        | Премьер-лига                                           | Энфилд                                                 | 2:0                                                    | 50 201                                                 |
| 242                                                    | 13 февраля 2023                                        | Премьер-лига                                           | Энфилд                                                 | 2:0                                                    | 53 027                                                 |
| 241                                                    | 3 сентября 2022                                        | Премьер-лига                                           | Гудисон Парк                                           | 0:0                                                    | 39 240                                                 |
| 240                                                    | 24 апреля 2022                                         | Премьер-лига                                           | Энфилд                                                 | 2:0                                                    | 52 852                                                 |
| 239                                                    | 1 декабря 2021                                         | Премьер-лига                                           | Гудисон Парк                                           | 1:4                                                    | 39 641                                                 |
| 238                                                    | 20 февраля 2021                                        | Премьер-лига                                           | Энфилд                                                 | 0:2                                                    | 0                                                      |
| 237                                                    | 17 октября 2020                                        | Премьер-лига                                           | Гудисон Парк                                           | 2:2                                                    | 0                                                      |
| 236                                                    | 21 июня 2020                                           | Премьер-лига                                           | Гудисон Парк                                           | 0:0                                                    | 0                                                      |
| 235                                                    | 5 января 2020                                          | Кубок Англии                                           | Энфилд                                                 | 1:0                                                    | 52 583                                                 |
| 234                                                    | 4 декабря 2019                                         | Премьер-лига                                           | Энфилд                                                 | 5:2                                                    | 53 094                                                 |
| 233                                                    | 3 марта 2019                                           | Премьер-лига                                           | Гудисон Парк                                           | 0:0                                                    | 39 335                                                 |
| 232                                                    | 2 декабря 2018                                         | Премьер-лига                                           | Энфилд                                                 | 1:0                                                    | 51 756                                                 |
| 231                                                    | 7 апреля 2018                                          | Премьер-лига                                           | Гудисон Парк                                           | 0:0                                                    | 39 220                                                 |
| 230                                                    | 5 января 2018                                          | Кубок Англии                                           | Энфилд                                                 | 2:1                                                    | 52 513                                                 |
| 229                                                    | 10 декабря 2017                                        | Премьер-лига                                           | Энфилд                                                 | 1:1                                                    | 53 082                                                 |
| 228                                                    | 1 апреля 2017                                          | Премьер-лига                                           | Энфилд                                                 | 3:1                                                    | 52 920                                                 |
| 227                                                    | 19 декабря 2016                                        | Премьер-лига                                           | Гудисон Парк                                           | 0:1                                                    | 39 590                                                 |
| 226                                                    | 20 апреля 2016                                         | Премьер-лига                                           | Энфилд                                                 | 4:0                                                    | 43 854                                                 |
| 225                                                    | 4 октября 2015                                         | Премьер-лига                                           | Гудисон Парк                                           | 1:1                                                    | 39 598                                                 |
| 224                                                    | 7 февраля 2015                                         | Премьер-лига                                           | Гудисон Парк                                           | 0:0                                                    | 39 621                                                 |
| 223                                                    | 27 сентября 2014                                       | Премьер-лига                                           | Энфилд                                                 | 1:1                                                    | 44 511                                                 |
| 222                                                    | 28 января 2014                                         | Премьер-лига                                           | Энфилд                                                 | 4:0                                                    | 44 450                                                 |
| 221                                                    | 23 ноября 2013                                         | Премьер-лига                                           | Гудисон Парк                                           | 3:3                                                    | 39 576                                                 |
| 220                                                    | 5 мая 2013                                             | Премьер-лига                                           | Энфилд                                                 | 0:0                                                    | 44 991                                                 |
| 219                                                    | 28 октября 2012                                        | Премьер-лига                                           | Гудисон Парк                                           | 2:2                                                    | 39 613                                                 |
| 218                                                    | 14 апреля 2012                                         | Кубок Англии                                           | Уэмбли                                                 | 2:1                                                    | 87 331                                                 |
| 217                                                    | 13 марта 2012                                          | Премьер-лига                                           | Энфилд                                                 | 3:0                                                    | 44 921                                                 |
| 216                                                    | 1 октября 2011                                         | Премьер-лига                                           | Гудисон Парк                                           | 0:2                                                    | 39 510                                                 |
| 215                                                    | 16 января 2011                                         | Премьер-лига                                           | Энфилд                                                 | 2:2                                                    | 44 795                                                 |
| 214                                                    | 17 октября 2010                                        | Премьер-лига                                           | Гудисон Парк                                           | 2:0                                                    | 39 673                                                 |
| 213                                                    | 6 февраля 2010                                         | Премьер-лига                                           | Энфилд                                                 | 1:0                                                    | 44 316                                                 |
| 212                                                    | 29 ноября 2009                                         | Премьер-лига                                           | Гудисон Парк                                           | 0:2                                                    | 39 652                                                 |
| 211                                                    | 4 февраля 2009                                         | Кубок Англии                                           | Гудисон Парк                                           | 1:0 (доп.вр.)                                          | 37 918                                                 |
| 210                                                    | 25 января 2009                                         | Кубок Англии                                           | Энфилд                                                 | 1:1                                                    | 43 524                                                 |
| 209                                                    | 19 января 2009                                         | Премьер-лига                                           | Энфилд                                                 | 1:1                                                    | 44 382                                                 |
| 208                                                    | 27 сентября 2008                                       | Премьер-лига                                           | Гудисон Парк                                           | 0:2                                                    | 39 574                                                 |
| 207                                                    | 30 марта 2008                                          | Премьер-лига                                           | Энфилд                                                 | 1:0                                                    | 44 295                                                 |
| 206                                                    | 20 октября 2007                                        | Премьер-лига                                           | Гудисон Парк                                           | 1:2                                                    | 40 049                                                 |
| 205                                                    | 3 февраля 2007                                         | Премьер-лига                                           | Энфилд                                                 | 0:0                                                    | 44 234                                                 |
| 204                                                    | 9 сентября 2006                                        | Премьер-лига                                           | Гудисон Парк                                           | 3:0                                                    | 40 004                                                 |
| 203                                                    | 25 марта 2006                                          | Премьер-лига                                           | Энфилд                                                 | 3:1                                                    | 44 923                                                 |
| 202                                                    | 28 декабря 2005                                        | Премьер-лига                                           | Гудисон Парк                                           | 1:3                                                    | 40 158                                                 |
| 201                                                    | 20 марта 2005                                          | Премьер-лига                                           | Энфилд                                                 | 2:1                                                    | 44 224                                                 |
| 200                                                    | 11 декабря 2004                                        | Премьер-лига                                           | Гудисон Парк                                           | 1:0                                                    | 40 552                                                 |
| 199                                                    | 31 января 2004                                         | Премьер-лига                                           | Энфилд                                                 | 0:0                                                    | 44 056                                                 |
| 198                                                    | 30 августа 2003                                        | Премьер-лига                                           | Гудисон Парк                                           | 0:3                                                    | 40 200                                                 |
| 197                                                    | 19 апреля 2003                                         | Премьер-лига                                           | Гудисон Парк                                           | 1:2                                                    | 40 162                                                 |
| 196                                                    | 22 декабря 2002                                        | Премьер-лига                                           | Энфилд                                                 | 0:0                                                    | 44 025                                                 |
| 195                                                    | 23 февраля 2002                                        | Премьер-лига                                           | Энфилд                                                 | 1:1                                                    | 44 371                                                 |
| 194                                                    | 15 сентября 2001                                       | Премьер-лига                                           | Гудисон Парк                                           | 1:3                                                    | 39 554                                                 |
| 193                                                    | 16 апреля 2001                                         | Премьер-лига                                           | Гудисон Парк                                           | 2:3                                                    | 40 260                                                 |
| 192                                                    | 29 октября 2000                                        | Премьер-лига                                           | Энфилд                                                 | 3:1                                                    | 44 718                                                 |
| 191                                                    | 21 апреля 2000                                         | Премьер-лига                                           | Гудисон Парк                                           | 0:0                                                    | 40 052                                                 |
| 190                                                    | 27 сентября 1999                                       | Премьер-лига                                           | Энфилд                                                 | 0:1                                                    | 44 802                                                 |
| 189                                                    | 3 апреля 1999                                          | Премьер-лига                                           | Энфилд                                                 | 3:2                                                    | 44 852                                                 |
| 188                                                    | 17 октября 1998                                        | Премьер-лига                                           | Гудисон Парк                                           | 0:0                                                    | 40 185                                                 |
| 187                                                    | 23 февраля 1998                                        | Премьер-лига                                           | Энфилд                                                 | 1:1                                                    | 44 501                                                 |
| 186                                                    | 18 октября 1997                                        | Премьер-лига                                           | Гудисон Парк                                           | 2:0                                                    | 40 112                                                 |
| 185                                                    | 16 апреля 1997                                         | Премьер-лига                                           | Гудисон Парк                                           | 1:1                                                    | 40 177                                                 |
| 184                                                    | 20 ноября 1996                                         | Премьер-лига                                           | Энфилд                                                 | 1:1                                                    | 40 751                                                 |
| 183                                                    | 16 апреля 1996                                         | Премьер-лига                                           | Гудисон Парк                                           | 1:1                                                    | 40 120                                                 |
| 182                                                    | 18 ноября 1995                                         | Премьер-лига                                           | Энфилд                                                 | 1:2                                                    | 40 818                                                 |
| 181                                                    | 24 января 1995                                         | Премьер-лига                                           | Энфилд                                                 | 0:0                                                    | 39 505                                                 |
| 180                                                    | 21 ноября 1994                                         | Премьер-лига                                           | Гудисон Парк                                           | 2:0                                                    | 39 866                                                 |
| 179                                                    | 14 марта 1994                                          | Премьер-лига                                           | Энфилд                                                 | 2:1                                                    | 44 281                                                 |
| 178                                                    | 18 сентября 1993                                       | Премьер-лига                                           | Гудисон Парк                                           | 2:0                                                    | 38 157                                                 |
| 177                                                    | 20 марта 1993                                          | Премьер-лига                                           | Энфилд                                                 | 1:0                                                    | 44 619                                                 |
| 176                                                    | 7 декабря 1992                                         | Премьер-лига                                           | Гудисон Парк                                           | 2:1                                                    | 35 826                                                 |
| 175                                                    | 28 декабря 1991                                        | Первый дивизион                                        | Гудисон Парк                                           | 1:1                                                    | 37 681                                                 |
| 174                                                    | 31 августа 1991                                        | Первый дивизион                                        | Энфилд                                                 | 3:1                                                    | 39 072                                                 |
| 173                                                    | 27 февраля 1991                                        | Кубок Англии                                           | Гудисон Парк                                           | 1:0                                                    | 40 201                                                 |
| 172                                                    | 20 февраля 1991                                        | Кубок Англии                                           | Гудисон Парк                                           | 4:4 (доп.вр.)                                          | 37 766                                                 |
| 171                                                    | 17 февраля 1991                                        | Кубок Англии                                           | Энфилд                                                 | 0:0                                                    | 38 323                                                 |
| 170                                                    | 9 февраля 1991                                         | Первый дивизион                                        | Энфилд                                                 | 3:1                                                    | 38 127                                                 |
| 169                                                    | 22 сентября 1990                                       | Первый дивизион                                        | Гудисон Парк                                           | 2:3                                                    | 39 847                                                 |
| 168                                                    | 3 февраля 1990                                         | Первый дивизион                                        | Энфилд                                                 | 2:1                                                    | 38 730                                                 |
| 167                                                    | 23 сентября 1989                                       | Первый дивизион                                        | Гудисон Парк                                           | 1:3                                                    | 42 453                                                 |
| 166                                                    | 20 мая 1989                                            | Кубок Англии                                           | Уэмбли                                                 | 3:2 (доп.вр.)                                          | 82 800                                                 |
| 165                                                    | 3 мая 1989                                             | Первый дивизион                                        | Гудисон Парк                                           | 0:0                                                    | 45 994                                                 |
| 164                                                    | 11 декабря 1988                                        | Первый дивизион                                        | Энфилд                                                 | 1:1                                                    | 42 372                                                 |
| 163                                                    | 20 марта 1988                                          | Первый дивизион                                        | Гудисон Парк                                           | 1:0                                                    | 44 162                                                 |
| 162                                                    | 21 февраля 1988                                        | Кубок Англии                                           | Гудисон Парк                                           | 0:1                                                    | 48 270                                                 |
| 161                                                    | 1 ноября 1987                                          | Первый дивизион                                        | Энфилд                                                 | 2:0                                                    | 44 760                                                 |
| 160                                                    | 28 октября 1987                                        | Кубок Лиги                                             | Энфилд                                                 | 0:1                                                    | 44 071                                                 |
| 159                                                    | 25 апреля 1987                                         | Первый дивизион                                        | Энфилд                                                 | 3:1                                                    | 44 827                                                 |
| 158                                                    | 21 января 1987                                         | Кубок Лиги                                             | Гудисон Парк                                           | 0:1                                                    | 53 323                                                 |
| 157                                                    | 23 ноября 1986                                         | Первый дивизион                                        | Гудисон Парк                                           | 0:0                                                    | 48 247                                                 |
| 156                                                    | 30 сентября 1986                                       | Суперкубок Screen Sport                                | Гудисон Парк                                           | 1:4                                                    | 26 068                                                 |
| 155                                                    | 16 сентября 1986                                       | Суперкубок Screen Sport                                | Энфилд                                                 | 3:1                                                    | 20 660                                                 |
| 154                                                    | 16 августа 1986                                        | Суперкубок Англии                                      | Уэмбли                                                 | 1:1                                                    | 88 231                                                 |
| 153                                                    | 10 мая 1986                                            | Кубок Англии                                           | Уэмбли                                                 | 3:1                                                    | 98 000                                                 |
| 152                                                    | 22 февраля 1986                                        | Первый дивизион                                        | Энфилд                                                 | 0:2                                                    | 45 445                                                 |
| 151                                                    | 21 сентября 1985                                       | Первый дивизион                                        | Гудисон Парк                                           | 2:3                                                    | 51 509                                                 |
| 150                                                    | 23 мая 1985                                            | Первый дивизион                                        | Гудисон Парк                                           | 1:0                                                    | 51 045                                                 |
| 149                                                    | 20 октября 1984                                        | Первый дивизион                                        | Энфилд                                                 | 0:1                                                    | 45 545                                                 |
| 148                                                    | 18 августа 1984                                        | Суперкубок Англии                                      | Уэмбли                                                 | 1:0                                                    | 100 000                                                |
| 147                                                    | 28 марта 1984                                          | Кубок Лиги                                             | Мейн Роуд                                              | 1:0                                                    | 52 089                                                 |
| 146                                                    | 25 марта 1984                                          | Кубок Лиги                                             | Уэмбли                                                 | 0:0                                                    | 100 000                                                |
| 145                                                    | 3 марта 1984                                           | Первый дивизион                                        | Гудисон Парк                                           | 1:1                                                    | 51 245                                                 |
| 144                                                    | 6 ноября 1983                                          | Первый дивизион                                        | Энфилд                                                 | 3:0                                                    | 40 875                                                 |
| 143                                                    | 19 марта 1983                                          | Первый дивизион                                        | Энфилд                                                 | 0:0                                                    | 44 737                                                 |
| 142                                                    | 6 ноября 1982                                          | Первый дивизион                                        | Гудисон Парк                                           | 0:5                                                    | 52 741                                                 |
| 141                                                    | 27 марта 1982                                          | Первый дивизион                                        | Гудисон Парк                                           | 1:3                                                    | 51 847                                                 |
| 140                                                    | 7 ноября 1981                                          | Первый дивизион                                        | Энфилд                                                 | 3:1                                                    | 48 861                                                 |
| 139                                                    | 21 марта 1981                                          | Первый дивизион                                        | Энфилд                                                 | 1:0                                                    | 49 743                                                 |
| 138                                                    | 24 января 1981                                         | Кубок Англии                                           | Гудисон Парк                                           | 2:1                                                    | 53 804                                                 |
| 137                                                    | 18 октября 1980                                        | Первый дивизион                                        | Гудисон Парк                                           | 2:2                                                    | 52 565                                                 |
| 136                                                    | 1 марта 1980                                           | Первый дивизион                                        | Гудисон Парк                                           | 1:2                                                    | 53 018                                                 |
| 135                                                    | 20 октября 1979                                        | Первый дивизион                                        | Энфилд                                                 | 2:2                                                    | 52 201                                                 |
| 134                                                    | 13 марта 1979                                          | Первый дивизион                                        | Энфилд                                                 | 1:1                                                    | 52 352                                                 |
| 133                                                    | 28 октября 1978                                        | Первый дивизион                                        | Гудисон Парк                                           | 1:0                                                    | 53 141                                                 |
| 132                                                    | 5 апреля 1978                                          | Первый дивизион                                        | Гудисон Парк                                           | 0:1                                                    | 52 759                                                 |
| 131                                                    | 22 октября 1977                                        | Первый дивизион                                        | Энфилд                                                 | 0:0                                                    | 51 668                                                 |
| 130                                                    | 27 апреля 1977                                         | Кубок Англии                                           | Мейн Роуд                                              | 3:0                                                    | 56 579                                                 |
| 129                                                    | 23 апреля 1977                                         | Кубок Англии                                           | Мейн Роуд                                              | 2:2                                                    | 56 637                                                 |
| 128                                                    | 22 марта 1977                                          | Первый дивизион                                        | Гудисон Парк                                           | 0:0                                                    | 56 562                                                 |
| 127                                                    | 16 октября 1976                                        | Первый дивизион                                        | Энфилд                                                 | 3:1                                                    | 55 141                                                 |
| 126                                                    | 3 апреля 1976                                          | Первый дивизион                                        | Энфилд                                                 | 1:0                                                    | 54 632                                                 |
| 125                                                    | 27 сентября 1975                                       | Первый дивизион                                        | Гудисон Парк                                           | 0:0                                                    | 55 769                                                 |
| 124                                                    | 22 февраля 1975                                        | Первый дивизион                                        | Энфилд                                                 | 0:0                                                    | 55 853                                                 |
| 123                                                    | 16 ноября 1974                                         | Первый дивизион                                        | Гудисон Парк                                           | 0:0                                                    | 57 190                                                 |
| 122                                                    | 20 апреля 1974                                         | Первый дивизион                                        | Энфилд                                                 | 0:0                                                    | 55 848                                                 |
| 121                                                    | 8 декабря 1973                                         | Первый дивизион                                        | Гудисон Парк                                           | 0:1                                                    | 56 098                                                 |
| 120                                                    | 3 марта 1973                                           | Первый дивизион                                        | Гудисон Парк                                           | 0:2                                                    | 54 856                                                 |
| 119                                                    | 7 октября 1972                                         | Первый дивизион                                        | Энфилд                                                 | 1:0                                                    | 55 975                                                 |
| 118                                                    | 4 марта 1972                                           | Первый дивизион                                        | Энфилд                                                 | 4:0                                                    | 53 922                                                 |
| 117                                                    | 13 ноября 1971                                         | Первый дивизион                                        | Гудисон Парк                                           | 1:0                                                    | 56 293                                                 |
| 116                                                    | 27 марта 1971                                          | Кубок Англии                                           | Олд Траффорд                                           | 2:1                                                    | 62 144                                                 |
| 115                                                    | 20 февраля 1971                                        | Первый дивизион                                        | Гудисон Парк                                           | 0:0                                                    | 56 846                                                 |
| 114                                                    | 21 ноября 1970                                         | Первый дивизион                                        | Энфилд                                                 | 3:2                                                    | 53 777                                                 |
| 113                                                    | 21 марта 1970                                          | Первый дивизион                                        | Энфилд                                                 | 0:2                                                    | 54 496                                                 |
| 112                                                    | 6 декабря 1969                                         | Первый дивизион                                        | Гудисон Парк                                           | 0:3                                                    | 57 370                                                 |
| 111                                                    | 8 октября 1968                                         | Первый дивизион                                        | Энфилд                                                 | 1:1                                                    | 54 496                                                 |
| 110                                                    | 27 августа 1968                                        | Первый дивизион                                        | Гудисон Парк                                           | 0:0                                                    | 63 938                                                 |
| 109                                                    | 3 февраля 1968                                         | Первый дивизион                                        | Гудисон Парк                                           | 1:0                                                    | 64 482                                                 |
| 108                                                    | 23 сентября 1967                                       | Первый дивизион                                        | Энфилд                                                 | 1:0                                                    | 54 189                                                 |
| 107                                                    | 11 марта 1967                                          | Кубок Англии                                           | Гудисон Парк                                           | 1:0                                                    | 64 851                                                 |
| 106                                                    | 31 декабря 1966                                        | Первый дивизион                                        | Энфилд                                                 | 0:0                                                    | 53 744                                                 |
| 105                                                    | 27 августа 1966                                        | Первый дивизион                                        | Гудисон Парк                                           | 3:1                                                    | 64 318                                                 |
| 104                                                    | 13 августа 1966                                        | Суперкубок Англии                                      | Гудисон Парк                                           | 0:1                                                    | 63 329                                                 |
| 103                                                    | 19 марта 1966                                          | Первый дивизион                                        | Гудисон Парк                                           | 0:0                                                    | 62 337                                                 |
| 102                                                    | 25 сентября 1965                                       | Первый дивизион                                        | Энфилд                                                 | 5:0                                                    | 53 557                                                 |
| 101                                                    | 12 апреля 1965                                         | Первый дивизион                                        | Гудисон Парк                                           | 2:1                                                    | 65 402                                                 |
| 100                                                    | 19 сентября 1964                                       | Первый дивизион                                        | Энфилд                                                 | 0:4                                                    | 52 619                                                 |
| 99                                                     | 8 февраля 1964                                         | Первый дивизион                                        | Гудисон Парк                                           | 3:1                                                    | 66 515                                                 |
| 98                                                     | 28 сентября 1963                                       | Первый дивизион                                        | Энфилд                                                 | 2:1                                                    | 51 976                                                 |
| 97                                                     | 8 апреля 1963                                          | Первый дивизион                                        | Энфилд                                                 | 0:0                                                    | 56 060                                                 |
| 96                                                     | 22 сентября 1962                                       | Первый дивизион                                        | Гудисон Парк                                           | 2:2                                                    | 72 488                                                 |
| 95                                                     | 29 января 1955                                         | Кубок Англии                                           | Гудисон Парк                                           | 0:4                                                    | 72 000                                                 |
| 94                                                     | 20 января 1951                                         | Первый дивизион                                        | Энфилд                                                 | 0:2                                                    | 48 688                                                 |
| 93                                                     | 16 сентября 1950                                       | Первый дивизион                                        | Гудисон Парк                                           | 1:3                                                    | 71 150                                                 |
| 92                                                     | 25 марта 1950                                          | Кубок Англии                                           | Мейн Роуд                                              | 2:0                                                    | 72 000                                                 |
| 91                                                     | 24 декабря 1949                                        | Первый дивизион                                        | Энфилд                                                 | 3:1                                                    | 50 485                                                 |
| 90                                                     | 27 августа 1949                                        | Первый дивизион                                        | Гудисон Парк                                           | 0:0                                                    | 70 812                                                 |
| 89                                                     | 5 февраля 1949                                         | Первый дивизион                                        | Энфилд                                                 | 0:0                                                    | 50 132                                                 |
| 88                                                     | 18 сентября 1948                                       | Первый дивизион                                        | Гудисон Парк                                           | 1:1                                                    | 78 299                                                 |
| 87                                                     | 21 апреля 1948                                         | Первый дивизион                                        | Энфилд                                                 | 0:4                                                    | 55 305                                                 |
| 86                                                     | 27 сентября 1947                                       | Первый дивизион                                        | Гудисон Парк                                           | 3:0                                                    | 66 776                                                 |
| 85                                                     | 29 января 1947                                         | Первый дивизион                                        | Гудисон Парк                                           | 1:0                                                    | 50 612                                                 |
| 84                                                     | 21 сентября 1946                                       | Первый дивизион                                        | Энфилд                                                 | 0:0                                                    | 48 875                                                 |
| 83                                                     | 4 февраля 1939                                         | Первый дивизион                                        | Энфилд                                                 | 0:3                                                    | 55 994                                                 |
| 82                                                     | 1 октября 1938                                         | Первый дивизион                                        | Гудисон Парк                                           | 2:1                                                    | 64 977                                                 |
| 81                                                     | 16 февраля 1938                                        | Первый дивизион                                        | Гудисон Парк                                           | 1:3                                                    | 33 465                                                 |
| 80                                                     | 2 октября 1937                                         | Первый дивизион                                        | Энфилд                                                 | 1:2                                                    | 43 904                                                 |
| 79                                                     | 23 января 1937                                         | Первый дивизион                                        | Энфилд                                                 | 3:1                                                    | 37 055                                                 |
| 78                                                     | 19 сентября 1936                                       | Первый дивизион                                        | Гудисон Парк                                           | 2:0                                                    | 55 835                                                 |
| 77                                                     | 4 января 1936                                          | Первый дивизион                                        | Гудисон Парк                                           | 0:0                                                    | 52 282                                                 |
| 76                                                     | 7 сентября 1935                                        | Первый дивизион                                        | Энфилд                                                 | 6:0                                                    | 46 082                                                 |
| 75                                                     | 20 марта 1935                                          | Первый дивизион                                        | Энфилд                                                 | 2:1                                                    | 31 965                                                 |
| 74                                                     | 15 сентября 1934                                       | Первый дивизион                                        | Гудисон Парк                                           | 1:0                                                    | 43 001                                                 |
| 73                                                     | 10 февраля 1934                                        | Первый дивизион                                        | Гудисон Парк                                           | 0:0                                                    | 52 088                                                 |
| 72                                                     | 30 сентября 1933                                       | Первый дивизион                                        | Энфилд                                                 | 3:2                                                    | 53 698                                                 |
| 71                                                     | 11 февраля 1933                                        | Первый дивизион                                        | Энфилд                                                 | 7:4                                                    | 41 469                                                 |
| 70                                                     | 30 октября 1932                                        | Первый дивизион                                        | Гудисон Парк                                           | 1:3                                                    | 44 214                                                 |
| 69                                                     | 30 января 1932                                         | Первый дивизион                                        | Гудисон Парк                                           | 2:1                                                    | 46 537                                                 |
| 68                                                     | 9 января 1932                                          | Кубок Англии                                           | Гудисон Парк                                           | 1:2                                                    | 57 090                                                 |
| 67                                                     | 19 сентября 1931                                       | Первый дивизион                                        | Энфилд                                                 | 1:3                                                    | 53 220                                                 |
| 66                                                     | 4 января 1930                                          | Первый дивизион                                        | Гудисон Парк                                           | 3:3                                                    | 52 600                                                 |
| 65                                                     | 7 сентября 1929                                        | Первый дивизион                                        | Энфилд                                                 | 0:3                                                    | 44 891                                                 |
| 64                                                     | 9 февраля 1929                                         | Первый дивизион                                        | Энфилд                                                 | 1:2                                                    | 45 095                                                 |
| 63                                                     | 29 сентября 1928                                       | Первый дивизион                                        | Гудисон Парк                                           | 1:0                                                    | 55 415                                                 |
| 62                                                     | 25 февраля 1928                                        | Первый дивизион                                        | Энфилд                                                 | 3:3                                                    | 55 361                                                 |
| 61                                                     | 15 октября 1927                                        | Первый дивизион                                        | Гудисон Парк                                           | 1:1                                                    | 65 729                                                 |
| 60                                                     | 12 февраля 1927                                        | Первый дивизион                                        | Энфилд                                                 | 1:0                                                    | 52 840                                                 |
| 59                                                     | 25 сентября 1926                                       | Первый дивизион                                        | Гудисон Парк                                           | 1:0                                                    | 43 973                                                 |
| 58                                                     | 6 февраля 1926                                         | Первый дивизион                                        | Гудисон Парк                                           | 3:3                                                    | 45 793                                                 |
| 57                                                     | 26 сентября 1925                                       | Первый дивизион                                        | Энфилд                                                 | 5:1                                                    | 49 426                                                 |
| 56                                                     | 7 февраля 1925                                         | Первый дивизион                                        | Энфилд                                                 | 3:1                                                    | 56 000                                                 |
| 55                                                     | 24 октября 1924                                        | Первый дивизион                                        | Гудисон Парк                                           | 0:1                                                    | 53 000                                                 |
| 54                                                     | 13 октября 1923                                        | Первый дивизион                                        | Энфилд                                                 | 1:2                                                    | 50 000                                                 |
| 53                                                     | 6 октября 1923                                         | Первый дивизион                                        | Гудисон Парк                                           | 1:0                                                    | 51 000                                                 |
| 52                                                     | 14 октября 1922                                        | Первый дивизион                                        | Гудисон Парк                                           | 0:1                                                    | 52 000                                                 |
| 51                                                     | 7 октября 1922                                         | Первый дивизион                                        | Энфилд                                                 | 5:1                                                    | 54 000                                                 |
| 50                                                     | 12 ноября 1921                                         | Первый дивизион                                        | Энфилд                                                 | 1:1                                                    | 50 000                                                 |
| 49                                                     | 5 ноября 1921                                          | Первый дивизион                                        | Гудисон Парк                                           | 1:1                                                    | 52 000                                                 |
| 48                                                     | 30 октября 1920                                        | Первый дивизион                                        | Гудисон Парк                                           | 0:3                                                    | 55 000                                                 |
| 47                                                     | 23 октября 1920                                        | Первый дивизион                                        | Энфилд                                                 | 1:0                                                    | 50 000                                                 |
| 46                                                     | 27 декабря 1919                                        | Первый дивизион                                        | Гудисон Парк                                           | 1:3                                                    | 49 662                                                 |
| 45                                                     | 20 декабря 1919                                        | Первый дивизион                                        | Энфилд                                                 | 0:0                                                    | 40 000                                                 |
| 44                                                     | 6 февраля 1915                                         | Первый дивизион                                        | Гудисон Парк                                           | 1:3                                                    | 30 000                                                 |
| 43                                                     | 3 октября 1914                                         | Первый дивизион                                        | Энфилд                                                 | 0:5                                                    | 32 000                                                 |
| 42                                                     | 17 января 1914                                         | Первый дивизион                                        | Энфилд                                                 | 1:2                                                    | 35 000                                                 |
| 41                                                     | 20 сентября 1913                                       | Первый дивизион                                        | Гудисон Парк                                           | 1:2                                                    | 40 000                                                 |
| 40                                                     | 8 февраля 1913                                         | Первый дивизион                                        | Гудисон Парк                                           | 0:2                                                    | 40 000                                                 |
| 39                                                     | 5 октября 1912                                         | Первый дивизион                                        | Энфилд                                                 | 0:2                                                    | 46 000                                                 |
| 38                                                     | 20 января 1912                                         | Первый дивизион                                        | Энфилд                                                 | 1:3                                                    | 35 000                                                 |
| 37                                                     | 16 сентября 1911                                       | Первый дивизион                                        | Гудисон Парк                                           | 2:1                                                    | 40 000                                                 |
| 36                                                     | 4 февраля 1911                                         | Кубок Англии                                           | Гудисон Парк                                           | 2:1                                                    | 50 000                                                 |
| 35                                                     | 27 декабря 1910                                        | Первый дивизион                                        | Гудисон Парк                                           | 0:1                                                    | 51 000                                                 |
| 34                                                     | 1 октября 1910                                         | Первый дивизион                                        | Энфилд                                                 | 0:2                                                    | 40 000                                                 |
| 33                                                     | 12 февраля 1910                                        | Первый дивизион                                        | Энфилд                                                 | 0:1                                                    | 40 000                                                 |
| 32                                                     | 2 октября 1909                                         | Первый дивизион                                        | Гудисон Парк                                           | 2:3                                                    | 45 000                                                 |
| 31                                                     | 9 апреля 1909                                          | Первый дивизион                                        | Гудисон Парк                                           | 5:0                                                    | 45 000                                                 |
| 30                                                     | 3 октября 1908                                         | Первый дивизион                                        | Энфилд                                                 | 0:1                                                    | 40 000                                                 |
| 29                                                     | 17 апреля 1908                                         | Первый дивизион                                        | Энфилд                                                 | 0:0                                                    | 35 000                                                 |
| 28                                                     | 5 октября 1907                                         | Первый дивизион                                        | Гудисон Парк                                           | 2:4                                                    | 40 000                                                 |
| 27                                                     | 29 марта 1907                                          | Первый дивизион                                        | Гудисон Парк                                           | 0:0                                                    | 45 000                                                 |
| 26                                                     | 29 сентября 1906                                       | Первый дивизион                                        | Энфилд                                                 | 1:2                                                    | 40 000                                                 |
| 25                                                     | 13 апреля 1906                                         | Первый дивизион                                        | Энфилд                                                 | 1:1                                                    | 33 000                                                 |
| 24                                                     | 31 марта 1906                                          | Кубок Англии                                           | Вилла Парк                                             | 2:0                                                    | 37 000                                                 |
| 23                                                     | 30 сентября 1905                                       | Первый дивизион                                        | Гудисон Парк                                           | 4:2                                                    | 40 000                                                 |
| 22                                                     | 8 февраля 1905                                         | Кубок Англии                                           | Гудисон Парк                                           | 2:1                                                    | 40 000                                                 |
| 21                                                     | 4 февраля 1905                                         | Кубок Англии                                           | Энфилд                                                 | 1:1                                                    | 28 000                                                 |
| 20                                                     | 1 апреля 1904                                          | Первый дивизион                                        | Гудисон Парк                                           | 5:2                                                    | 40 000                                                 |
| 19                                                     | 10 октября 1903                                        | Первый дивизион                                        | Энфилд                                                 | 2:2                                                    | 30 000                                                 |
| 18                                                     | 10 апреля 1903                                         | Первый дивизион                                        | Энфилд                                                 | 0:0                                                    | 28 000                                                 |
| 17                                                     | 27 сентября 1902                                       | Первый дивизион                                        | Гудисон Парк                                           | 3:1                                                    | 40 000                                                 |
| 16                                                     | 30 января 1902                                         | Кубок Англии                                           | Гудисон Парк                                           | 0:2                                                    | 20 000                                                 |
| 15                                                     | 25 января 1902                                         | Кубок Англии                                           | Энфилд                                                 | 2:2                                                    | 25 000                                                 |
| 14                                                     | 11 января 1902                                         | Первый дивизион                                        | Гудисон Парк                                           | 4:0                                                    | 25 000                                                 |
| 13                                                     | 14 сентября 1901                                       | Первый дивизион                                        | Энфилд                                                 | 2:2                                                    | 30 000                                                 |
| 12                                                     | 19 января 1901                                         | Первый дивизион                                        | Энфилд                                                 | 1:2                                                    | 18 000                                                 |
| 11                                                     | 22 сентября 1900                                       | Первый дивизион                                        | Гудисон Парк                                           | 1:1                                                    | 50 000                                                 |
| 10                                                     | 20 января 1900                                         | Первый дивизион                                        | Гудисон Парк                                           | 3:1                                                    | 30 000                                                 |
| 9                                                      | 23 сентября 1899                                       | Первый дивизион                                        | Энфилд                                                 | 1:2                                                    | 30 000                                                 |
| 8                                                      | 21 января 1899                                         | Первый дивизион                                        | Энфилд                                                 | 2:0                                                    | 30 000                                                 |
| 7                                                      | 24 сентября 1898                                       | Первый дивизион                                        | Гудисон Парк                                           | 1:2                                                    | 45 000                                                 |
| 6                                                      | 16 октября 1897                                        | Первый дивизион                                        | Гудисон Парк                                           | 3:0                                                    | 40 000                                                 |
| 5                                                      | 25 сентября 1897                                       | Первый дивизион                                        | Энфилд                                                 | 3:1                                                    | 30 000                                                 |
| 4                                                      | 21 ноября 1896                                         | Первый дивизион                                        | Энфилд                                                 | 0:0                                                    | 30 000                                                 |
| 3                                                      | 3 октября 1896                                         | Первый дивизион                                        | Гудисон Парк                                           | 2:1                                                    | 45 000                                                 |
| 2                                                      | 17 ноября 1894                                         | Первый дивизион                                        | Энфилд                                                 | 2:2                                                    | 30 000                                                 |
| 1                                                      | 13 октября 1894                                        | Первый дивизион                                        | Гудисон Парк                                           | 3:0                                                    | 44 000                                                 |

## Рекорды

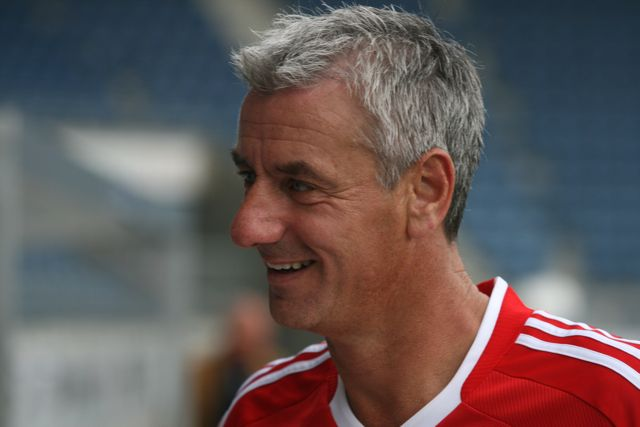
Иан Раш, лучший бомбардир «Ливерпуля» в истории дерби

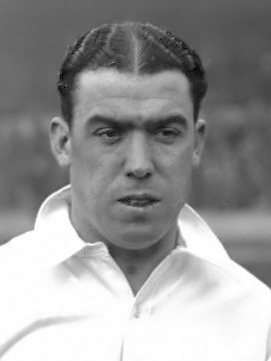
Дикси Дин, лучший бомбардир «Эвертона» в истории дерби

### Командные
- Самая крупная победа «Эвертона»: 3 октября 1914, 5:0. Эта же победа стала самой крупной в выездных играх дерби. Позже «Ливерпуль» повторил достижение, победив 6 ноября 1982 года на «Гудисон Парке» со счётом 5:0.
- Самая крупная победа «Ливерпуля»: 7 сентября 1935, 6:0.
- Самый результативный матч: 11 мячей было забито 11 февраля 1933, «Ливерпуль» победил 7:4.
- Самая длинная серия матчей без поражений у «Ливерпуля»: 23 игры подряд с 16 января 2011 года по 17 октября 2020 года.
- Самая длинная серия матчей без поражений у «Эвертона»: 11 игр в период с 27 сентября 1902 по 29 марта 1907 года.
- Самая длинная беспроигрышная серия в домашних матчах дерби: «Ливерпуль» не проигрывал на «Энфилде» 23 игры подряд в 2000—2020 годах, одержав в том числе 13 побед.
- Самая длинная беспроигрышная серия в выездных матчах дерби: «Эвертон» не проигрывал на «Энфилде» 16 игр подряд в 1899—1920 годах, одержав в том числе 10 побед.
- Самая длинная победная серия в домашних матчах дерби: «Ливерпуль» одержал на «Энфилде» 5 побед подряд в 1933—1937 годах.
- Самая длинная победная серия в выездных матчах: «Эвертон» одержал на «Энфилде» 7 побед подряд в 1908—1914 годах.
- Самая длинная серия матчей без ничьих: 15 игр подряд с 3 октября 1908 по 6 февраля 1915 года, в том числе 10 побед на счету «синих».
- Рекордная аудитория за всю историю дерби: 100 000 человек на старом «Уэмбли» (18 августа 1984 года, Суперкубок Англии).
- Рекордная аудитория дерби на «Энфилд Роуд»: 56 060 человек (8 апреля 1963 года).
- Рекордная аудитория дерби на «Гудисон Парк»: 78 299 человек (18 сентября 1948 года).
- Самая маленькая аудитория за всю историю дерби: 18 000 на «Энфилде» (19 января 1901 года; не считая двух дерби на «Гудисон Парк» и одного на «Энфилде» в 2020—2021 годах, прошедших без зрителей из-за пандемии COVID-19).
- Больше всего красных карточек было показано в матче 27 сентября 1999 года: 3, в том числе 2 игрокам «Ливерпуля».

### Личные
- Наибольшее число матчей в дерби вообще и за «Эвертон» —  Невилл Саутолл (41)
- Наибольшее число матчей за «Ливерпуль» —  Иан Раш (36)
- Наибольшее число забитых голов за «Ливерпуль» —  Иан Раш (25)
- Наибольшее число забитых голов за «Эвертон» —  Дикси Дин (19)
- Наибольшее число побед в дерби в качестве менеджера (главного тренера) —  Уилл Кафф («Эвертон»), 16 побед над «Ливерпулем» в 1901—1918 годах.
- Наибольшее число поражений в дерби в качестве менеджера (главного тренера) —  Том Уотсон («Ливерпуль»), 16 поражений от «Эвертона» в 1896—1915 годах.
- Чаще всего (по два раза) красные карточки показывали Стивену Джеррарду («Ливерпуль») и Филу Невиллу («Эвертон»).

## Игроки

### Бомбардиры
В нижеприведённую таблицу включены футболисты забившие 4 или более голов в дерби. Полужирным шрифтом выделены игроки продолжающие выступать за ливерпульские команды.
| Игрок             | Гражданство | Клуб                    | Лига | Кубок Англии | Кубок лиги | Суперкубок | Screen Sport | Всего | Годы                        |
| ----------------- | ----------- | ----------------------- | ---- | ------------ | ---------- | ---------- | ------------ | ----- | --------------------------- |
| Иан Раш           | Уэльс       | «Ливерпуль»             | 13   | 5            | 1          | 1          | 5            | 25    | 1980—1987 1988—1996         |
| Дикси Дин         | Англия      | «Эвертон»               | 18   | 1            |            |            |              | 19    | 1925—1937                   |
| Алекс «Сэнди» Янг | Шотландия   | «Эвертон»               | 9    | 3            |            |            |              | 12    | 1901—1911                   |
| Стивен Джеррард   | Англия      | «Ливерпуль»             | 9    | 1            |            |            |              | 10    | 1998—2015                   |
| Харри Чамберс     | Англия      | «Ливерпуль»             | 8    |              |            |            |              | 8     | 1915—1928                   |
| Джимми Сеттл      | Англия      | «Эвертон»               | 8    |              |            |            |              | 8     | 1899—1908                   |
| Джек Паркинсон    | Англия      | «Ливерпуль»             | 6    | 2            |            |            |              | 8     | 1903—1914                   |
| Мохаммед Салах    | Египет      | «Ливерпуль»             | 8    |              |            |            |              | 8     | 2017—н. в.                  |
| Питер Бирдсли     | Англия      | «Ливерпуль» / «Эвертон» | 4/1  | 2/0          |            |            |              | 7     | 1987—1991 (Л) 1991—1993 (Э) |
| Грэм Шарп         | Шотландия   | «Эвертон»               | 4    | 2            |            |            | 1            | 7     | 1980—1991                   |
| Джек Балмер       | Англия      | «Ливерпуль»             | 6    |              |            |            |              | 6     | 1935—1952                   |
| Робби Фаулер      | Англия      | «Ливерпуль»             | 6    |              |            |            |              | 6     | 1992—2001 2006—2007         |
| Дивок Ориги       | Бельгия     | «Ливерпуль»             | 6    |              |            |            |              | 6     | 2014—2022                   |
| Бобби Паркер      | Шотландия   | «Эвертон»               | 6    |              |            |            |              | 6     | 1913—1922                   |
| Гордон Ходжсон    | Англия      | «Ливерпуль»             | 5    | 1            |            |            |              | 6     | 1925—1936                   |
| Тим Кэхилл        | Австралия   | «Эвертон»               | 5    |              |            |            |              | 5     | 2004—2012                   |
| Кенни Далглиш     | Шотландия   | «Ливерпуль»             | 5    |              |            |            |              | 5     | 1977—1990                   |
| Фред Хоу          | Англия      | «Ливерпуль»             | 5    |              |            |            |              | 5     | 1935—1938                   |
| Джек Тэйлор       | Шотландия   | «Эвертон»               | 5    |              |            |            |              | 5     | 1896—1910                   |
| Дирк Кёйт         | Нидерланды  | «Ливерпуль»             | 5    |              |            |            |              | 5     | 2006—2012                   |
| Луис Суарес       | Уругвай     | «Ливерпуль»             | 4    | 1            |            |            |              | 5     | 2011—2014                   |
| Роджер Хант       | Англия      | «Ливерпуль»             | 4    |              |            | 1          |              | 5     | 1958—1969                   |
| Данкан Фергюсон   | Шотландия   | «Эвертон»               | 4    |              |            |            |              | 4     | 1994—1998, 2000—2006        |
| Томми Лоутон      | Англия      | «Эвертон»               | 4    |              |            |            |              | 4     | 1936—1939                   |
| Майкл Оуэн        | Англия      | «Ливерпуль»             | 4    |              |            |            |              | 4     | 1997—2004                   |
| Сэм Рэйбоулд      | Англия      | «Ливерпуль»             | 4    |              |            |            |              | 4     | 1900—1907                   |
| Рой Вернон        | Уэльс       | «Эвертон»               | 4    |              |            |            |              | 4     | 1960—1965                   |
| Дэниел Старридж   | Англия      | «Ливерпуль»             | 4    |              |            |            |              | 4     | 2013—2019                   |
| Садио Мане        | Сенегал     | «Ливерпуль»             | 4    |              |            |            |              | 4     | 2016—2022                   |

Первым футболистом, забившим в дерби стал Белл («Эвертон») в 1894 году. Первым за всю историю дерби два мяча в одной игре забил Уильямс («Эвертон») в 1897 году. Больше двух мячей в одном матче первым забил Алекс «Сэнди» Янг («Эвертон»), записавший на свой счёт сразу 4 гола в 1904 году. В составе «Ливерпуля» первым сделал хет-трик Харри Чамберс в 1922 году. В 1935 году Фред Хоу стал первым игроком «Ливерпуля» забившим в дерби 4 мяча в одной игре. Всего три и более мячей в одной игре футболисты «красных» забивали 7 раз, а игроки «синих» трижды. Из 10 хет-триков всего два были зафиксированы на «Гудисон Парке», остальные 8 на «Энфилде». В «Ливерпуле» больше всего хет-триков на счету Иана Раша (4 мяча в 1982 и 3 в 1986). В «Эвертоне» два хет-трика на счету Дикси Дина (1928 и 1931).
Два футболиста забили голов больше чем провели лет в командах Ливерпуля. Фред Хоу («Ливерпуль») забил пять мячей за три года, Томми Лоутон («Эвертон») — четыре гола также за три года.
Первым небританским футболистом, отличившимся в Мерсисайдском дерби, стал австралиец-полузащитник Крейг Джонстон из «Ливерпуля», забивший победный гол в финале Кубка Англии 1986 года. Всего в дерби забивали 24 небританских игроков из 16 разных стран. Лучшие из них — австралиец Тим Кэхилл («Эвертон») и голландец Дирк Кёйт («Ливерпуль»), забившие по 5 голов каждый. Ещё три небританских футболиста забили автоголы. Первым из них был вратарь «Ливерпуля» Брюс Гроббелаар, отправивший мяч в собственные ворота в игре за Суперкубок Англии 1984 года.
Первый автогол в истории дерби был забит в 1902 году Билли Балмером («Эвертон»). За всю историю дерби игроки «синих» 9 раз забивали в собственные ворота, в то время как футболисты «Красных» записали на свой счёт всего три автогола. 4 марта 1972 года «синие» дважды забивали в свои ворота. Самым знаменитым стал автогол Сэнди Брауна («Эвертон») в чемпионском для «синих» сезоне 1969—1970 годов.
С мая по сентябрь 1986 года Иан Раш забивал в 4 матчах дерби подряд, записав на свой счёт в общей сложности 8 мячей.
Самым молодым футболистом, забившим в дерби, стал Дэнни Кадамартери, отличившийся в октябре 1997 года, 6 дней спустя после своего 18-летия.

### Матчи
| Игрок          | Гражданство | Клуб        | Матчи | Годы                | Позиция    |
| -------------- | ----------- | ----------- | ----- | ------------------- | ---------- |
| Невилл Саутолл | Уэльс       | «Эвертон»   | 41    | 1981—1998           | Вратарь    |
| Иан Раш        | Уэльс       | «Ливерпуль» | 36    | 1980—1987 1988—1996 | Нападающий |
| Брюс Гроббелар | Зимбабве    | «Ливерпуль» | 34    | 1980—1994           | Вратарь    |
| Алан Хансен    | Шотландия   | «Ливерпуль» | 33    | 1977—1990           | Защитник   |
| Кевин Рэтклиф  | Уэльс       | «Эвертон»   | 32    | 1980—1992           | Защитник   |

### Сухие матчи вратарей
| Игрок           | Гражданство       | Клуб        | Всухую | Игры | Годы                |
| --------------- | ----------------- | ----------- | ------ | ---- | ------------------- |
| Рэй Клеменс     | Англия            | «Ливерпуль» | 15     | 27   | 1967—1981           |
| Невилл Саутолл  | Уэльс             | «Эвертон»   | 15     | 41   | 1981—1998           |
| Брюс Гроббелар  | Зимбабве          | «Ливерпуль» | 10     | 33   | 1980—1994           |
| Гордон Уэст     | Англия            | «Эвертон»   | 9      | 20   | 1962—1973           |
| Томми Лоуренс   | Шотландия         | «Ливерпуль» | 8      | 16   | 1957—1971           |
| Пепе Рейна      | Испания           | «Ливерпуль» | 8      | 17   | 2005—2013           |
| Алисон Бекер    | Бразилия          | «Ливерпуль» | 7      | 10   | 2018—н. в.          |
| Джордан Пикфорд | Англия            | «Эвертон»   | 6      | 17   | 2017—н. в.          |
| Сирил Сидлоу    | Уэльс             | «Ливерпуль» | 6      | 10   | 1946—1952           |
| Билли Скот      | Ирландия          | «Эвертон»   | 6      | 15   | 1904—1912           |
| Тед Сейгар      | Англия            | «Эвертон»   | 6      | 20   | 1929—1953           |
| Тим Ховард      | США               | «Эвертон»   | 5      | 18   | 2006—2016           |
| Элиша Скотт     | Северная Ирландия | «Ливерпуль» | 5      | 20   | 1912—1917 1919—1934 |
| Дей Дэвис       | Уэльс             | «Эвертон»   | 3      | 5    | 1970—1977           |